# Акьяка
Акьяка (тур. Akyaka) — город и район в провинции Карс (Турция), недалеко от границы с Арменией.
Является членом движения «Медленный город» (итал. Cittaslow).

## История
До 1918 года входил в состав Российской империи, с 22 апреля 1918 года в составе ЗДФР, с 28 мая того же года Первой Республики Армении. По Московскому договору 1921 года между Советской Россией и Турцией отошел к последней. До 1922 года населённый пункт носил название «Шурегель», с 1922 по 1961 годах — «Кызылчакчак». Данная территория в 1922—1926 годах была отдельным районом, с 1926 по 1988 входила в состав района Арпачай.